# Monumento a Giuseppe Missori
Il monumento a Giuseppe Missori è una scultura in bronzo posta in Piazza Missori a Milano.

## Descrizione
La statua di Giuseppe Missori fu realizzata da Riccardo Ripamonti (1849-1930). Il bronzo per la sua realizzazione, proveniente da vecchi cannoni, «fu dato gratuitamente dal governo».
La targa sul fronte del monumento riportava il riferimento a un episodio della Battaglia di Milazzo tratto dalle memorie di Giuseppe Garibaldi: «Giuseppe Missori / XX luglio 1860 / ... Il colonnello Missori, colla solita sua bravura, mi sbarazzò / col suo revolver del mio antagonista / di cavalleria nemica. / Garibaldi - Memorie autografe.»

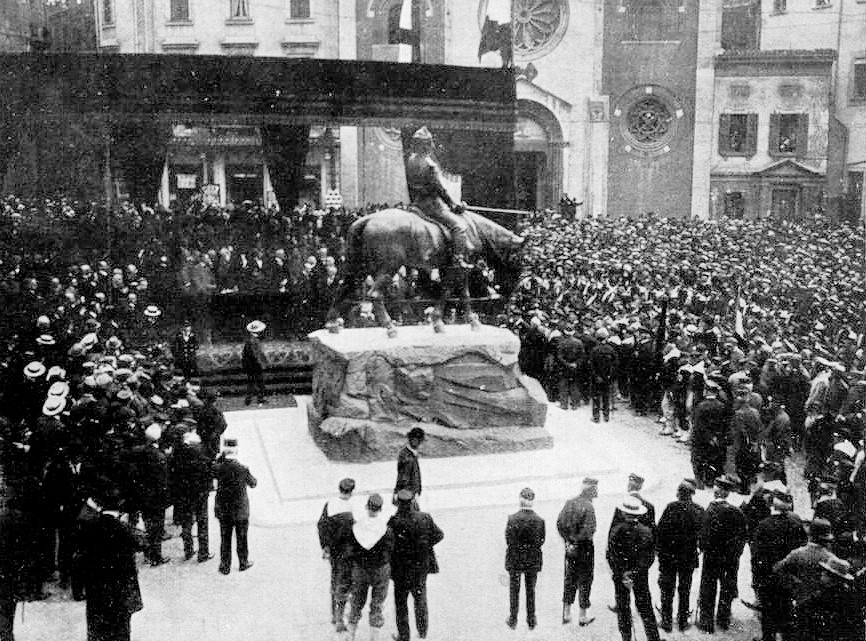
L'inaugurazione. Sullo sfondo la chiesa di San Giovanni in Conca, poi demolita.

Il monumento fu inaugurato il 7 maggio 1916.
Il monumento, opera dello scultore Ripamonti, raffigura Missori, colonnello delle guardie garibaldine, rigido sul suo cavallo, in attitudine di stanchezza.
La cerimonia dello scoprimento si è svolta dinanzi ad un pubblico numeroso e coll'intervento di tutte le autorità cittadine, riunite a celebrare la memoria di chi rappresentò la gentilezza e l'eroismo dell'anima garibaldina, ed ebbe l'invidiata ventura di salvare la vita a Giuseppe Garibaldi.
Pronunciarono discorsi vibranti di entusiasmo l'avv. Riccardo Luzzatto, che del Missori fu commilitone e discepolo, e il sindaco avv. Emilio Caldara.»
Particolare attenzione, nelle critiche dell'epoca, era riservata alla curiosa posa del cavallo.
Non un cavallo da corsa, dalle esili ed eleganti forme, ma un cavallo forte, capace di qualunque fatica, adatto ad una campagna di montagna. Non uno dei tanti cavalli facilmente apprezzati dai più, ma un cavallo che rigorosamente risponde alla logica della verità, e che non si presentava all'esecuzione di così facile esito quanto seguendo la via piana del solito cavallo dalle aristocratiche forme.
Qualcuno ha avvertito che il cavallo del monumento al Missori non è che la ripetizione di quello di cui il Ripamonti stesso si è valso in un suo monumento a Napoleone. Nulla di meno esatto, poiché il cavallo del monumento a Napoleone era un inglese incrociato con un arabo, mentre l'attuale del monumento a Missori è un cavallo italiano da battaglia. Dirò di più, che a me risulta per sicuro che il modello del cavallo del monumento al Missori fu al Ripamonti fornito gentilmente dal colonnello Grimaldi.»
(E.A. Marescotti)